# Ovingdean
Ovingdean es localidad inglesa en el condado de Sussex Oriental, Reino Unido. Se encuentra a unos 3 km de Brighton, ciudad en la cual está integrada desde 1928. Limita al sur con el pueblo costero de Rottingdean y con Woodingdean al norte. Nació en el siglo XII alrededor de una iglesia dedicada a San Wulfram de Sens.
- Datos: Q7114168
- Multimedia: Ovingdean / Q7114168